# Либеншайд
Либеншайд (нем. Liebenscheid) — община в Германии, в земле Рейнланд-Пфальц. 
Входит в состав района Вестервальд. Подчиняется управлению Реннерод.  Население составляет 950 человек (на 31 декабря 2010 года). Занимает площадь 10,56 км².